# Kommittén för priset i ekonomisk vetenskap till Alfred Nobels minne

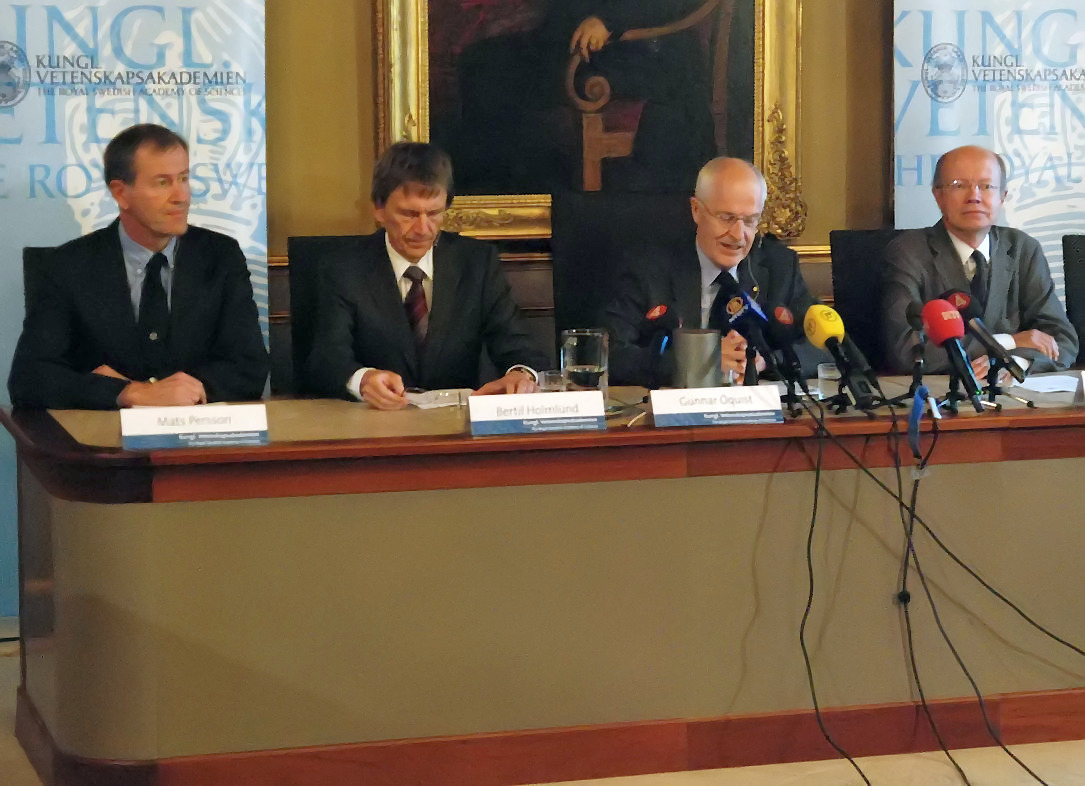
Tillkännagivandet av Sveriges riksbanks pris i ekonomisk vetenskap till Alfred Nobels minne för år 2008

Kommittén för priset i ekonomisk vetenskap till Alfred Nobels minne är en kommitté som ansvarar för förslag till pristagare till Sveriges riksbanks pris i ekonomisk vetenskap till Alfred Nobels minne. Kommittén fyller samma roll som nobelkommittéerna fyller för nobelprisen, och arbetar på samma sätt som nobelkommittéerna för fysik och kemi.
Kommitténs ledamöter utses av Kungliga Vetenskapsakademien. Den består vanligen av svenska professorer i nationalekonomi eller närbesläktade ämnen som är ledamöter av Vetenskapsakademien, även om akademien i princip kan utse vem som helst som till kommittémedlem. Kommittén är dock enbart ett beredande organ; det slutliga beslutet om vem som ska få ekonomipriset fattas av hela Vetenskapsakademien på förslag av kommittén, efter att först ha diskuterats i akademiens klass för samhällsvetenskaper.

## Nuvarande ledamöter
Nuvarande ledamöter av kommittén är:
- Tommy Andersson
- Christofer Edling
- Tore Ellingsen
- Peter Fredriksson (ordförande)
- John Hassler
- Per Johansson
- Eva Mörk
- Torsten Persson (sekreterare)
- Per Strömberg
- Jakob Svensson
- Ingrid Werner

## Sekreterare
1. Ragnar Bentzel, 1969–1985
2. Karl-Göran Mäler, 1986–1987
3. Lars E.O. Svensson, 1991–1992
4. Torsten Persson, 1993–2001
5. Peter Englund, 2002–2013
6. Torsten Persson, 2014–?

## Tidigare ledamöter
- Bertil Ohlin, 1969–1974 (ordförande 1969–1974)
- Ingvar Svennilson, 1969–1972
- Herman Wold, 1969–1980
- Erik Lundberg, 1969–1979 (ordförande 1975–1979, adjungerad led. 1985–1987)
- Assar Lindbeck, 1969–1994 (ordförande 1980–1994)
- Sune Carlson, 1973–1979 (adjungerad 1985)
- Ragnar Bentzel, 1975–1988 (även sekreterare, adjungerad led. 1990)
- Lars Werin, 1980–1996 (ordförande 1995–1996)
- Ingemar Ståhl, 1981–1994
- Karl-Göran Mäler, 1982–1994
- Bengt-Christer Ysander, 1991–1992
- Bertil Näslund, 1993–2001 (ordförande 1997–1998)
- Lars E.O. Svensson, 1993–2002 (ordförande 1999–2002)
- Peter Englund (adjungerad 1993–1995)
- Lennart Jörberg (adjungerad 1993)
- Karl Gustav Jöreskog, 1995–2001
- Torsten Persson, 1993–2002, 2011-2020 (ordförande 2003–2004, även sekreterare)
- Lars Calmfors, 1996–1998 och 2003–2007
- Jörgen Weibull, 1999–2007 (ordförande 2005–2007)
- Karl-Gustaf Löfgren, 2002–2007 (adjungerad 1993–1995)
- Lars Engwall (adjungerad 2003–2008)
- Jakob Svensson (2014-2022, adjungerad 2008)
- Per Krusell (2004-2010, 2017-2019, 2021-2024, ordförande 2011–2013)
- Thomas Sjöström (2007-2018)
- Magnus Johannesson (2016-2019)
- Holger Rootzen (2016-2019)